# جبريل رييس
جبريل رييس هو قسيس فلبيني، ولد في 24 مارس 1892 في Kalibo ‏ في الفلبين، وتوفي في 10 أكتوبر 1952 في مانيلا في الفلبين.